# Dicranomyia gubernatoria
Dicranomyia gubernatoria är en tvåvingeart som beskrevs av Alexander 1924. Dicranomyia gubernatoria ingår i släktet Dicranomyia och familjen småharkrankar. Inga underarter finns listade i Catalogue of Life.